# روانگچاری
روانگچاری (به لاتین: Rowangchhari) یک منطقهٔ مسکونی در بنگلادش است که در ناحیه بندربان واقع شده‌است. روانگچاری ۴۴۲٫۸۹ کیلومتر مربع مساحت و ۲۷٬۲۶۴ نفر جمعیت دارد.